# Pony Creek Shale
Pony Creek Shale ist eine Fossillagerstätte aus dem Ober-Pennsylvanium (ca. 303–307 Mio. Jahre) im US-Bundesstaat Kansas. Sie ist bekannt für ihre außergewöhnlich gut erhaltenen Fossilien des Pfeilschwanzkrebses Paleolimulus signatus. Die Gesteinsschicht gehört zur Wood Siding Formation (Wabaunsee Group) und besteht somit aus Sandstein, Tonstein und Kalkstein-Anteilen.

## Lage
Pony Creek Shale liegt im Nordosten des US-Bundesstaates Kansas und gehört zum Wabaunsee County. Genauer gesagt 3,2 km südwestlich und 3,2 km südlich von Maple Hill. Die Sektionslinie ist die nördliche Grenze von Section 35, Township 11 South, Range 12 East.

## Geologie

### Geologischer Rahmen
Die Fossillagerstätte lässt sich der Formation Pony Creek Shale Member der Wood Siding Formation zuordnen. Diese gehört zur Wabaunsee Group (Ober-Pennsylvanium). Zur Lithologie gehören feinkörnige Sedimente mit Kalkstein-Konkretionen und -Linsen. Diese enthalten die meisten Paleolimulus-Fossilien. Paarige Hell-Dunkel Laminationen (im mm-Bereich) weisen auf Gezeitenzyklen hin.

### Entstehungsgeschichte
Die Formation entstand in einem tidalen Ästuar oder Wattgebiet, geprägt durch Gezeitenströmungen und schwankende Salinität. Ton- und Siltsteine lagerten sich in ruhigen Phasen ab, während Gezeitenzyklen die Hell-Dunkel-Laminationen bildeten. Die hohe Sedimentationsrate und anoxischen Bedingungen ermöglichten die Fossilisation artikulierter Paleolimulus signatus, deren Exoskelette in Kalkstein-Konkretionen eingebettet wurden. Zudem resultierte aus dem Wechseln von Gezeiten und klimatischen Einflüssen die schwankende Salinität. Diese Schwankungen hemmten Destruenten und schufen chemische Bedingungen, die die Fossilisation nicht-mineralisierter Organismen wie Paleolimulus begünstigten. Diese Bedingungen machten die Schicht zu einer typischen Konservat-Lagerstätte des späten Pennsylvaniums.

### Datierung
Datiert wird das Alter der Pony Creek Shale auf ca. 303–307 Millionen Jahre im Gzhelium, Ober-Pennsylvanium. Sie ist Teil der Cyclothem-Ablagerungen des nordamerikanischen Karbons.

## Taphonomie
Die Erhaltung der Fossilien erfolgte durch ideale geologische und geochemische Bedingungen. Eine hohe Sedimentationsrate ermöglichte eine schnelle Einbettung der Fossilien, sodass sie von äußeren Einflüssen geschützt waren. Zudem kam es zu den Salzgehaltsschwankungen, was nur eine limitierte biologische Zersetzung ermöglichte. Durch ihre flexiblen Exoskelette blieben die Arthopodenreste auch postmortal intakt. Experimentelle Befunde zu limulus polyphemus zeigten, dass eine Disartikulation mehr als 27 Tage dauert, da Prosoma/Ophisthosoma sich erst nach Wochen trennen.

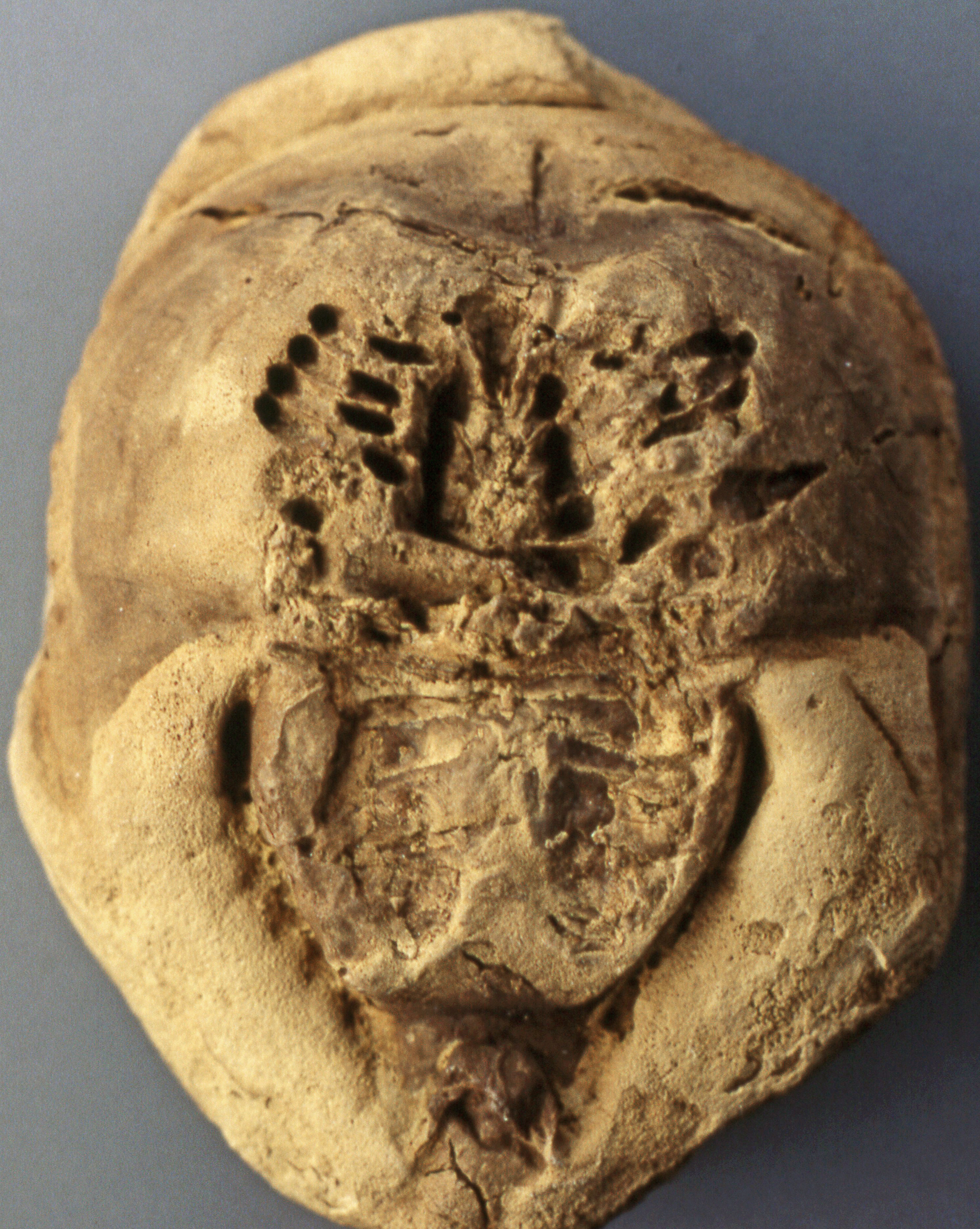
Paleolimulus signatus aus der Pony Creek Shale Lagerstätte

## Funde
Die Pony Creek Shale enthält überwiegend Fossilien des Pfeilschwanzkrebses Paleolimulus signatus (Xiphosurida). Dessen Exoskelette sind oft artikuliert erhalten und zeigen Prosoma, Ophisthosoma, Telson und Appendages. Einschließlich seltene Weichteilabdrücke der Buchkiemen (Blattkiemen) sind erhalten. Aufgrund der Flexibilität des Exoskeletts kam es zur postmortalen Verformung ohne Bruch, dies weist auf weiche, unmineralisierte Kutikula hin. Durch Kompression erfuhren die Fossilien seine starke seitliche Abplattung, aber keine Fragmentation.

## Wissenschaftliche Ausgrabungen
In den 1920er Jahren führte C.O. Dunbar (Yale University) erste systematische Bergungen durch, wobei er die Typusexemplare von Paleolimulus signatus sammelte. Durch lokale Paläontologen, u. a. für die Kansas Geological Survey, kam es zu gelegentlichen Sammlungen in den 1960er bis 1980er Jahren. Durch moderne Forschungen in den 1990er Jahren fanden gezielte Grabungen im Rahmen der Studie von Babcock et al. (2002), insbesondere zur Taphonomie, statt.
Die Hauptfundstelle ist die Typlokalität Locality 4, 3,2 km südwestlich und 3,2 km südlich von Maple Hill, Wabaunsee County, Kansas. Die genauen Koordinaten sind im USGS-Quadrangle ''Maple Hill 7.5’'' (1953/1978) verzeichnet.

## Publikationen
- Babcock et al. (2000): Erstbeschreibung der Taphonomie und Systematik von Paleolimulus
- Feldman et al. (1993): Tidale Sedimentationsdynamik
- West & Matsumoto (1989): Faziesinterpretation